# Rüschegg
Rüschegg – gmina (niem. Gemischte Gemeinde) w Szwajcarii, w kantonie Berno, w regionie administracyjnym Bern-Mittelland, w okręgu Bern-Mittelland. 31 grudnia 2020 liczyła 1 697 mieszkańców.

## Transport
Przez teren gminy przebiega droga główna nr 183.